# Шеррі Сом
Шеррі Сом (англ. Sherri Saum; нар. 1 жовтня 1974, Огайо, США) — американська акторка, відома за роль Ванесси Гарт, місцевої репортерки в мильній опері «Кохання і таємниці Сансет Біч», а також Кері Рейнолдс в мильній опері «Одне життя, щоб жити».

## Життєпис
Шеррі Сом народилася 1 жовтня 1974 року в Дейтоні, Огайо, США в сім'ї афроамериканця та німкені. Дитинство провела у рідному штаті, де закінчила Вищу школу. Ще в школі вона почала вивчати драматургію та грати у постановках. У 18-річному віці перебралася до Нью-Йорка. Там продовжила навчання за спеціальністю «психологія», підписала контракт із одним із модельних агентств, знімаючись для каталогів та журналів. Кар'єра моделі перетиналася з кар'єрою акторки — перші кроки Сом робила, знімаючись у музичних кліпах та в епізодах фільмів. Так, наприклад, 1993 року вона отримала невелику роль у мелодрамі « Непристойна пропозиція», хоча в титрах до фільму не значилася.
У 1997 році Сом потрапила на проби в мильну оперу «Кохання та таємниці Сансет Біч», отримала роль Ванесси, початківиці і репортерки місцевої газети.
У 2001 році почала зніматися в мильній опері «Одне життя, щоб жити». Сом — часта грстя серіалів, серед яких «Закон і порядок: Злочинний намір», «Місце злочину: Маямі», «Пліткарка», «Герої», "Мемфіс Біт ", «Теорія брехні», «Тіло як доказ».
Сом грає головну роль у серіалі «Фостери» про одностатеву пару та їхніх дітей, у 2013 році .

## Особисте життя
З 26 травня 2007 року одружена з актором Камаром де лос Реєсом. У шлюбі народила синів-близнюків — Джон Рубен де лос Реєс і Майкл Луїс де лос Реєс (13.05.2014) .

## Фільмографія
| Рік       |    | Українська назва                    | Оригінальна назва                              | Роль                 |
| --------- | -- | ----------------------------------- | ---------------------------------------------- | -------------------- |
| 1997—1999 | с  | Кохання та таємниці Сансет Біч      | Sunset Beach                                   | Ванесса Харт         |
| 1999—2001 | с  | Жебраки та обиральні                | Beggars and Choosers                           | Кессі Леннокс        |
| 2000      | с  | Подруги                             | Girlfriends                                    | Анжела Андерсон      |
| 2001      | с  | Зачаровані                          | Charmed                                        | Аріель               |
| 2001—2003 | с  | Одне життя прожити                  | One Life to Live                               | Кері Рейнолдс        |
| 2003      | ф  | Енн Б. Реал                         | Anne B. Real                                   | Джанет Гіменз        |
| 2003      | ф  | У пошуках будинку                   | Finding Home                                   | Кендіс               |
| 2005      | ф  | Кохання та самогубство              | Love and Suicide                               | Джорджина            |
| 2005      | с  | Закон і порядок: Суд присяжних      | Law & Order: Trial by Jury                     | Тіффані Джексон      |
| 2006      | с  | Мавпяче кохання                     | Love Monkey                                    | Дарія                |
| 2006      | с  | Закон і порядок: Злочинні наміри    | Law & Order: Criminal Intent                   | Lydia Wyatt          |
| 2006      | с  | Дрифт                               | Drift                                          | Місяць               |
| 2006—2007 | с  | Врятуй мене                         | Rescue Me                                      | Натали               |
| 2007      | с  | Армійські дружини                   | Army Wives                                     | Ванесса Келсінг      |
| 2009      | с  | Лікування                           | In Treatment                                   | Бес                  |
| 2009      | тф | Щодо незнайомця                     | Relative Stranger                              | Ніколь Тейт          |
| 2009      | с  | C.S.I.: Місце злочину Маямі         | CSI: Miami                                     | Карен Баллард        |
| 2009—2010 | с  | Пліткарка                           | Gossip Girl                                    | Холланд Кембл        |
| 2010      | ф  | 10 історій висоти                   | Ten Stories Tall                               | Сьюзен               |
| 2010      | с  | Герої                               | Heroes                                         | Кейт Беннет          |
| 2010      | с  | Мемфіс Біт                          | Memphis Beat                                   | Мелінда Коннор       |
| 2010      | с  | Теорія брехні                       | Lie to me                                      | Кендіс Макаллістер   |
| 2011      | с  | Грейс                               | Grace                                          | Шей-Грейс Девіс      |
| 2011      | с  | Тільки правда                       | The Whole Truth                                | Доктор Крісті Тернер |
| 2011      | с  | Тіло як доказ                       | Body of Proof                                  | Nina Wheeler         |
| 2011      | с  | Незабутнє                           | Unforgettable                                  | Росаріо Санчес       |
| 2012      | кф | Візьми це                           | Take it                                        | Коханка              |
| 2012      | с  | C.S.I.: Місце злочину Нью-Йорк      | CSI: NY                                        | Елейн Мур            |
| 2013      | с  | Помста                              | Revenge                                        | Донна                |
| 2013—2018 | с  | Фостери                             | The Fosters                                    | Лена Адамс           |
| 2014      | с  | Закон і порядок: Спеціальний корпус | Law & Order: Special Victims Unit              | Сандра Воган         |
| 2015      | с  | Як уникнути покарання за вбивство   | How To Get Away With Murder                    | Таня Рендольф        |
| 2015      | с  | Таємниці Лаури                      | The Mysteries of Laura                         | Сесіль Берк          |
| 2016      | с  | Реанімація                          | Code Black                                     | Шона Джакобсон       |
| 2017      | ф  | Ніж м'ясника першого удару          | First Strike Butcher Knife                     | Нева                 |
| 2018      | ф  | #SquadGoals                         | #SquadGoals                                    | Джейн Поп            |
| 2018      | с  | Бібліотекарі                        | The Librarians                                 | Карла                |
| 2019      | тф | Я чия дитина: Історія Реджини Луїзи | I Am Somebody's Child: The Regina Louise Story | Регіна Луїза         |
| 2019      | с  | Приємні клопоти                     | Good Trouble                                   | Лена Адамс-Фостер    |
| 2019—2022 | с  | Розвелл, Нью-Мексико                | Roswell, New Mexico                            | Мімі ДеЛука          |
| 2019      | с  | Агенти Щ.И.Т.                       | Agents of S.H.I.E.L.D.                         | Атара                |
| 2019      | с  | Лаймтаун                            | Limetown                                       | Джина Пурі           |
| 2020      | с  | Замок і ключ                        | Locke & Key                                    | Еллі Уедон           |
| 2020      | тф | Про дівчину                         | About a Girl                                   | Карен                |
| 2020—2021 | с  | Анатомія Грей                       | Grey's Anatomy                                 | Елісон Робін Браун   |
| 2020      | с  | Кондор                              | Condor                                         | Сенатор Трас         |
| 2020      | с  | Книга сили II: Привид               | Power Book II: Ghost                           | Паула Матараззо      |
| 2022      | с  | Закон і порядок: Спеціальний корпус | Law & Order: Special Victims Unit              | Кресс Гордон         |

## Номінації
- 1999 рік — номінація Денна премія «Еммі» у категорії «Найкраща акторка-початківиця другого плану в драматичному телесеріалі» «Кохання та таємниці Сансет Біч»
- 2002 — номінація Денна премія «Еммі», спеціальна премія фанатів Fan Award у категорії «Найкраща пара в телевізійному серіалі» за роль у серіалі «Одне життя прожити» спільно з Камаром Де Лос Рейс